# Parasmittina avicularissima
Parasmittina avicularissima is een mosdiertjessoort uit de familie van de Smittinidae. De wetenschappelijke naam van de soort is voor het eerst geldig gepubliceerd in 1982 door Gontar.